# Народни музеј Шабац
Народни музеј Шабац је основан 1934. године, када је радио у саставу ШНКЧ. Рад је обновљен 1955. године. Смештен је у згради Шабачке полугимназије, саграђене 1857. године, која је проглашена спомеником културе од великог значаја. Основна делатност музеја је заштита покретних културних добара. Располаже простором од 1033 m2, међутим то је недовољно. У њему је запослено укупно 13 радника, од чега је 7 стручних. Уметнички предмети, којих има око 121.000, разврстани су у 15 музејских збирки.
Прикупљање и чување старина у овом делу Србије започиње крајем 19. и почетком 20. века у окриљу Шабачке гимназије.
На другој седници Управног одбора Шабачке народне књижнице и читаонице, 20. јуна 1934. године, донета је одлука да се оснује Музеј. У згради некадашње кафане „Мира-Маре“ у Масариковој улици, Музеј је добио свој простор.
Одлуком Народног одбора општине Шабац од 11. јануара 1955. године оснива се Градски музеј као посебна установа, а 1960. године дотадашња зграда Гимназије додељује Музеју на коришћење.
Укупна површина зграде музеја износи 1034 m2, од чега изложбени простор заузима 800 m2, депои 120 m2, а канцеларије 114 m2.
Стручни рад у Музеју се остварује кроз активности појединих одељења: археолошког, историјског, етнолошког, одељења за историју уметности и одељења за нумизматику и документацију.
Шабачки музеј је добитник дипломе Етнографског музеја у Београду, спомен медаље Народног музеја у Београду и дипломе Међуопштинског историјског архива у Шапцу.

## Галерија
- Великани Подриња
- Писмо Јанка Веселиновића Николи Тесли